# 333056 Bellamy
333056 Bellamy è un asteroide della fascia principale. Scoperto nel 2007, presenta un'orbita caratterizzata da un semiasse maggiore pari a 2,737615 UA e da un'eccentricità di 0,152779, inclinata di 8,149808° rispetto all'eclittica.